# جی هربرت
جی هربرت (انگلیسی: Jay Hebert؛ ۱۴ فوریهٔ ۱۹۲۳ – ۲۵ مهٔ ۱۹۹۷) یک افسر، و گلف‌باز اهل ایالات متحده آمریکا بود.
وی همچنین برنده جوایزی همچون پرپل هارت شده است.